# South Carthage
South Carthage is een plaats (town) in de Amerikaanse staat Tennessee, en valt bestuurlijk gezien onder Smith County.

## Demografie
Bij de volkstelling in 2000 werd het aantal inwoners vastgesteld op 1302.
In 2006 is het aantal inwoners door het United States Census Bureau geschat op eveneens 1302.

## Geografie
Volgens het United States Census Bureau beslaat de plaats een oppervlakte van
6,9 km², waarvan 6,7 km² land en 0,2 km² water.

## Plaatsen in de nabije omgeving
De onderstaande figuur toont nabijgelegen plaatsen in een straal van 24 km rond South Carthage.